# Kladje, Laško
Kladje je naselje v Občini Laško. Ima 25 prebivalcev (moški: 11, ženske: 14), površino 0,6 km2 in povprečno nadmorsko višino 398 m.